# Albert Pinkham Ryder

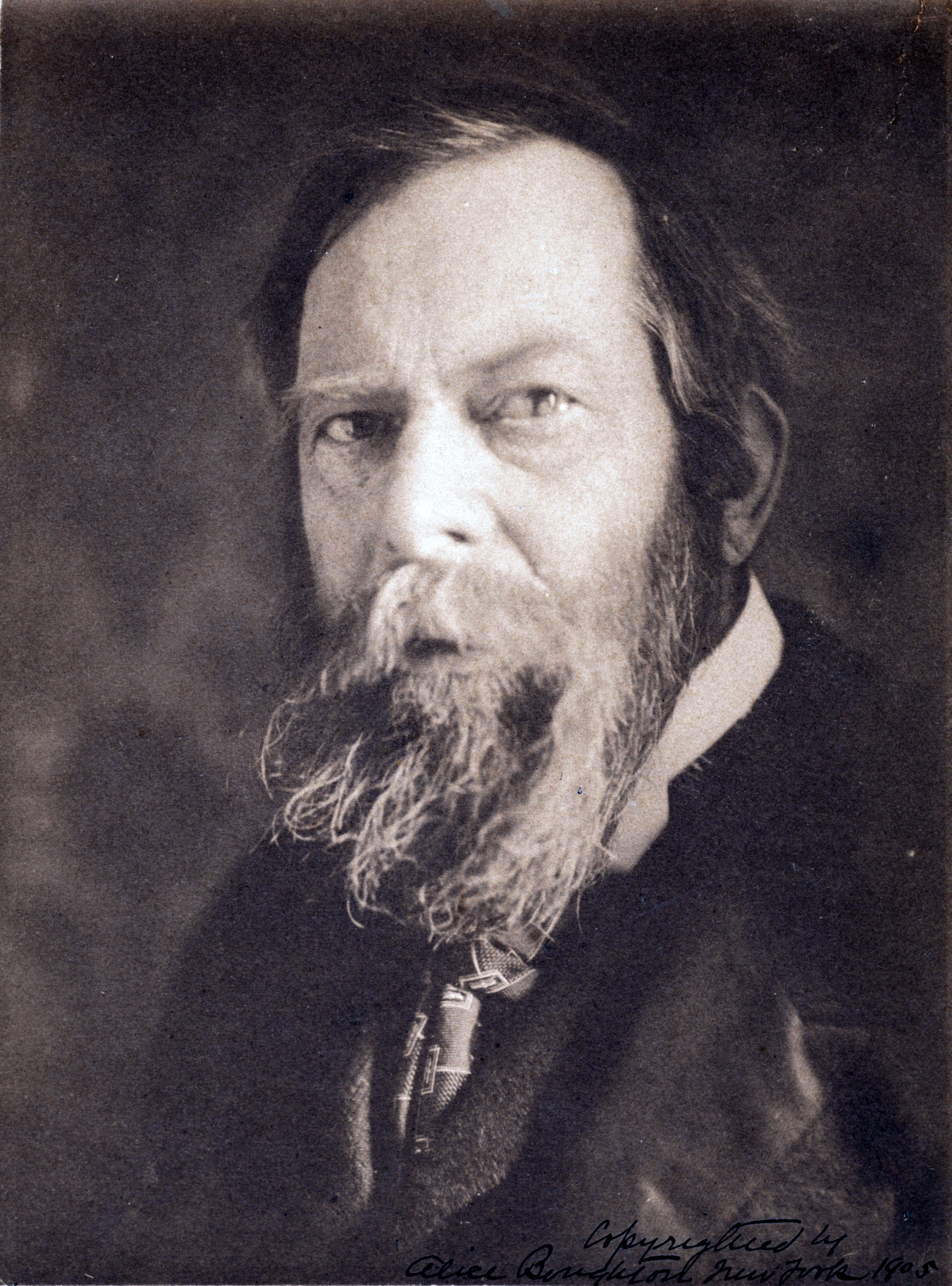
Albert Pinkham Ryder, foto Alice Boughton, 1905

Albert Pinkham Ryder (New Bedford (Massachusetts), 19 maart 1847 – Elmhurst, New York, 28 maart 1917) was een Amerikaans kunstschilder. Hij maakte vooral naam met zijn allegorische werken en wordt wel gerekend tot het symbolisme en het tonalisme.

## Leven en werk

#### Vroege leven en werk
Ryder werd geboren in het Amerikaanse kuststadje New Bedford. In 1867 verhuisde de familie naar New York, waar zijn broer een succesvol restaurant dreef. Tussen 1870 en 1875 studeerde Ryder kunst aan de National Academy of Design en ontmoette daar zijn levenslange vriend Julian Alden Weir. In 1878 werden beiden lid van de pas opgerichte Society of American Artists, samen met onder meer Augustus Saint-Gaudens en Robert Swain Gifford, een gezelschap dat zich afzette tegen de academische standaarden uit die tijd. Tussen 1878 en 1887 schilderde hij vooral tonalistische landschappen, met vee, bomen en kleine gebouwen.

#### Symbolistische periode
Na 1887 kiest Ryder vaker voor historische, religieuze en literaire onderwerpen (Shakespeare, Byron, Poe, maar ook Wagner), met symbolische betekenissen. Hiermee kreeg zijn werk een poëtische en dromerige toonzetting, dikwijls met veel wolken en een zwak verlichtend zon- of maanlicht. Stilistisch koos hij voor vage omlijningen. Vaak schilderde hij op natte vernis of bracht hij sneldrogende verf aan over een laag langzaam drogende verf, waarmee hij een instabiel effect creëerde. Veel van zijn werken waren pas jaren na hun creatie volledig gedroogd, wat vaak een 'nadonkerend' effect tot gevolg had.

#### Late periode
Na 1900, mede onder invloed van de dood van zijn vader, trok Ryder zich steeds meer uit het sociale leven terug en begon zichzelf en zijn woonomgeving ernstig te verwaarlozen. De kwaliteit en creativiteit van zijn werk nam snel af. Tegelijkertijd echter steeg zijn roem op basis van zijn eerdere werk. Belangrijke verzamelaars kochten zijn werk en hij kreeg uitnodigingen voor grote tentoonstellingen, waaronder de groots opgezette Armory Show in 1913. Zelf liet hij zich echter zelden meer in het openbaar zien en had hij de belangstelling voor zijn eigen werk volledig verloren. Vanaf 1915 ging zijn gezondheid snel achteruit en uiteindelijk overleed hij in 1917 in het huis van Julian Alden Weir, die voor hem zorgde.

#### Invloed
Tegenwoordig wordt Ryder beschouwd als een belangrijke voorloper van het Amerikaanse modernisme, met grote invloed op latere kunstenaars als Jackson Pollock en Marsden Hartley. Zijn werk is te zien in grote musea, waaronder het New Yorkse Brooklyn Museum en het Metropolitan Museum of Art, dat kort na zijn dood ook een grote overzichtstentoonstelling organiseerde.

#### Authenticiteit
In 1989 verscheen het spraakmakende boek Albert Pinkham Ryder: Painter of Dreams, van William Innes Homer en Lloyd Goodrich, die beweerden dat er inmiddels tal van “valse” Ryders in omloop waren, vooral omdat zijn werk via het overnemen van zijn procedé relatief eenvoudig na te maken is, deels ook omdat Ryder zijn werk nooit signeerde. Anderzijds blijken veel van Ryders oorspronkelijke kunstwerken verloren te zijn gegaan, vaak vanwege het gebruik van weinig duurzaam materiaal.

## Galerij

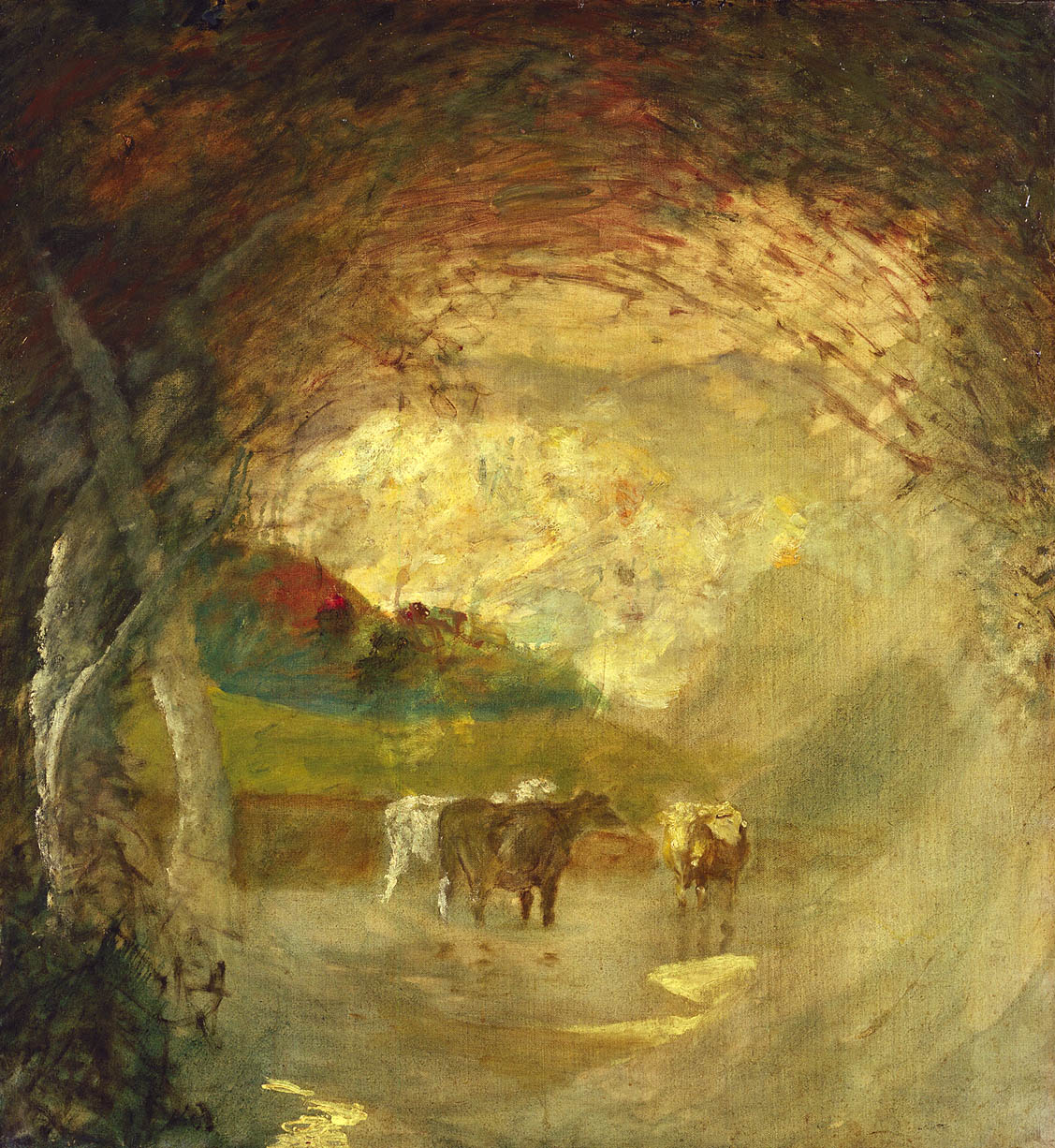
Landscape with trees
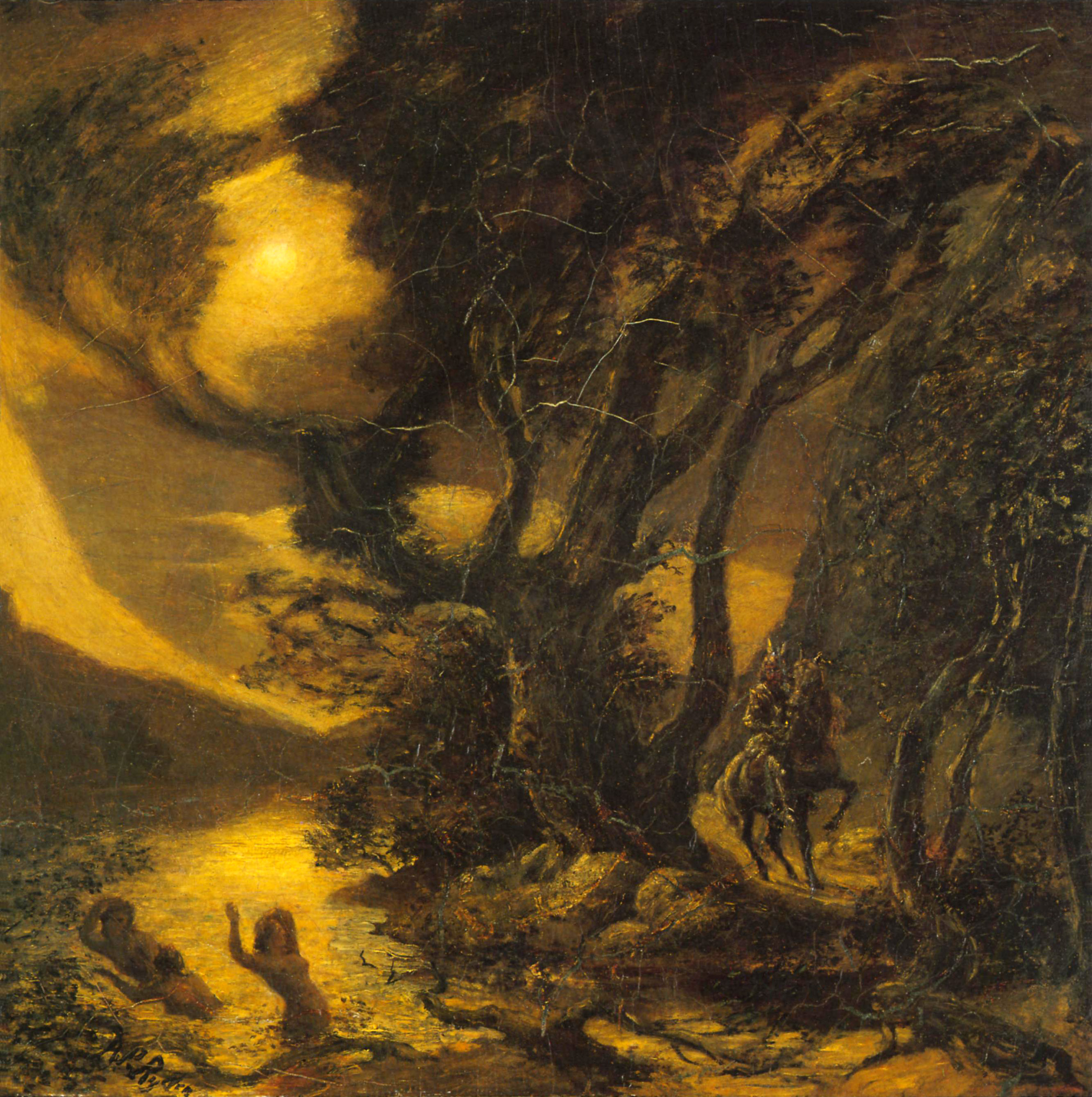
Siegfried and the Rhine Maidens
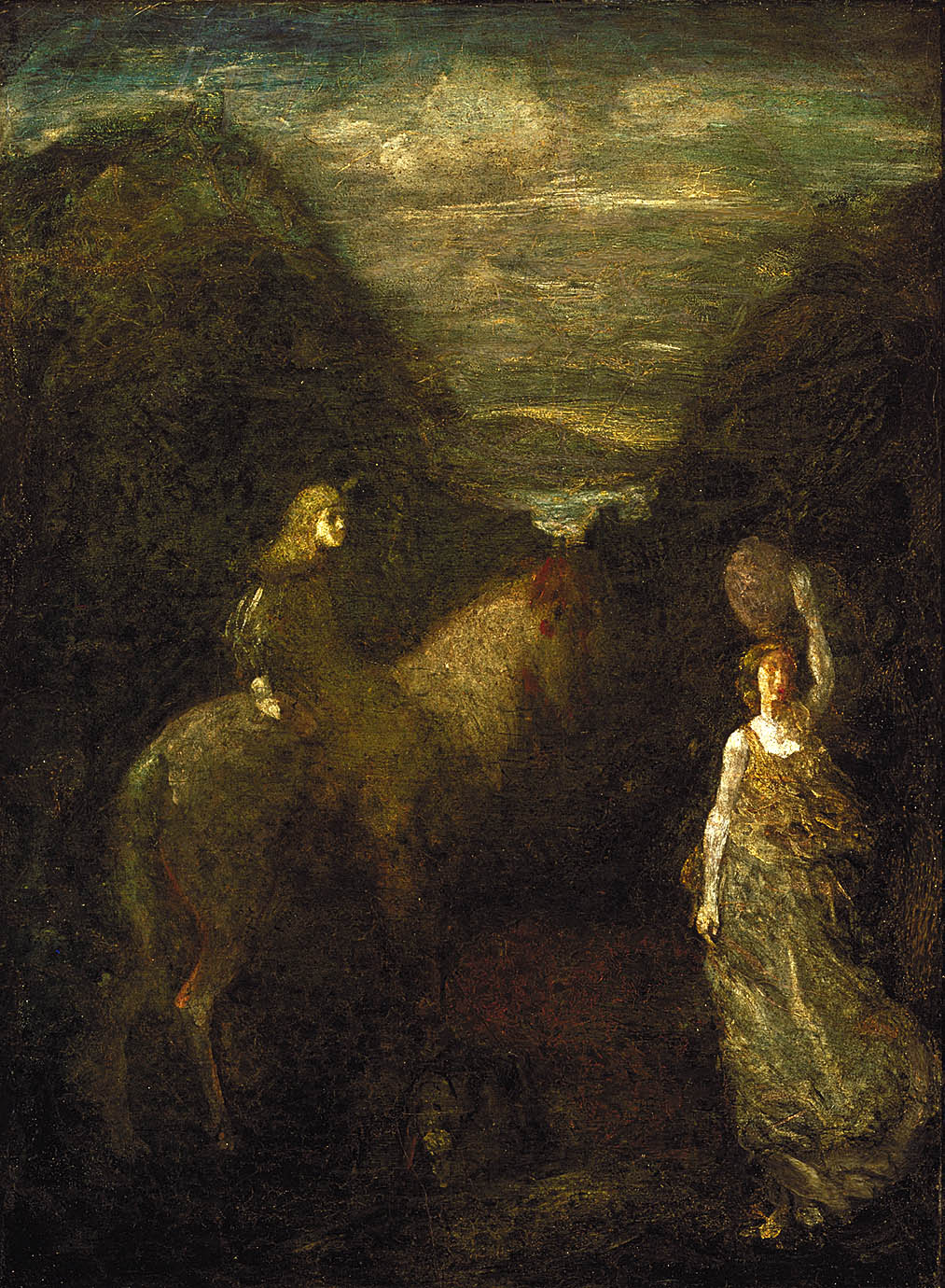
King Cophetua and the Beggar Maid
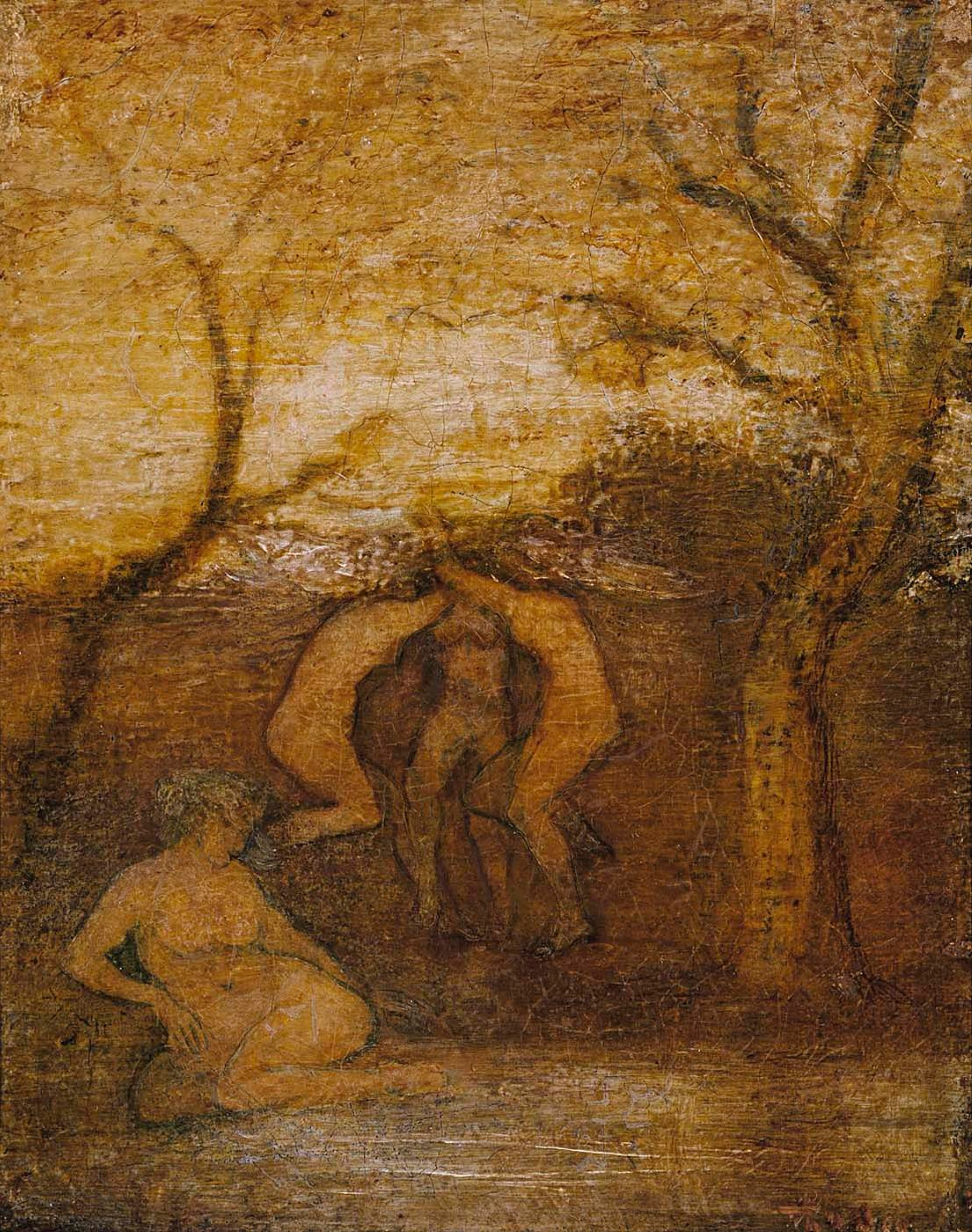
The Dancing Dryads
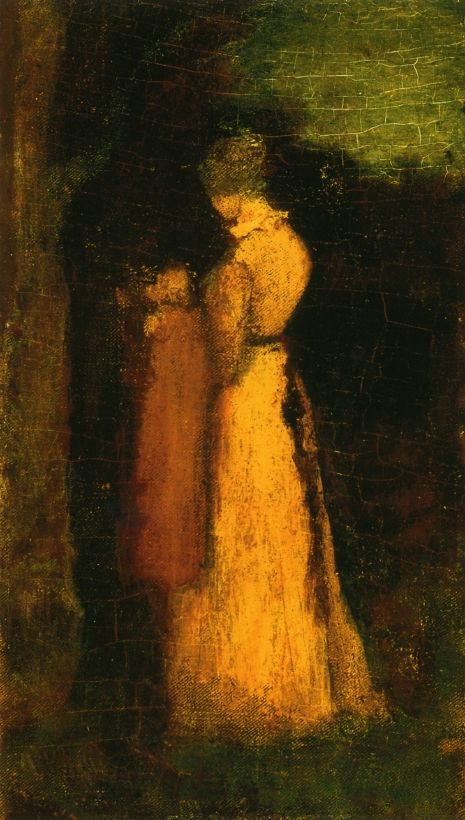
Mother and Child
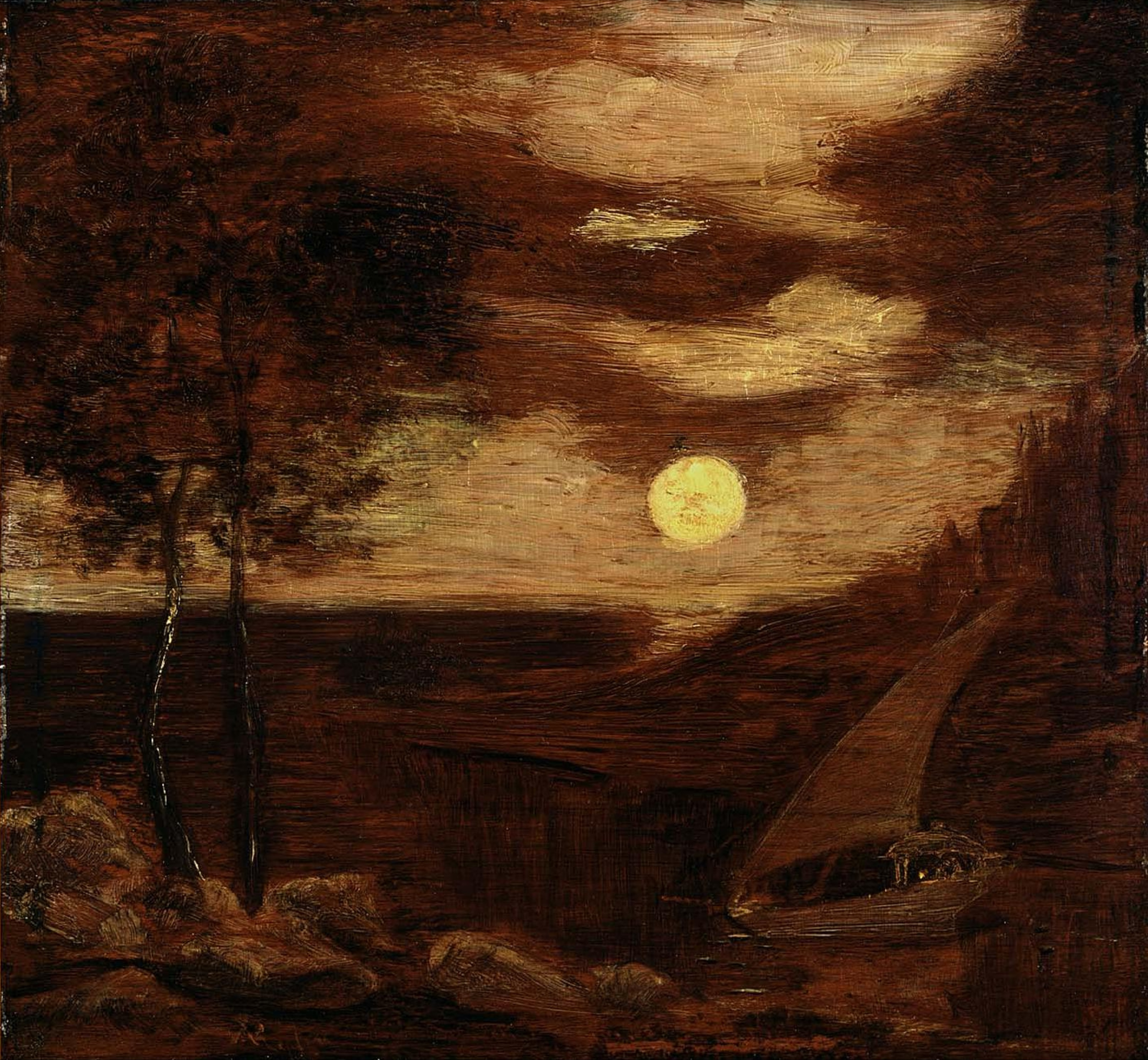
The Lovers' Boat
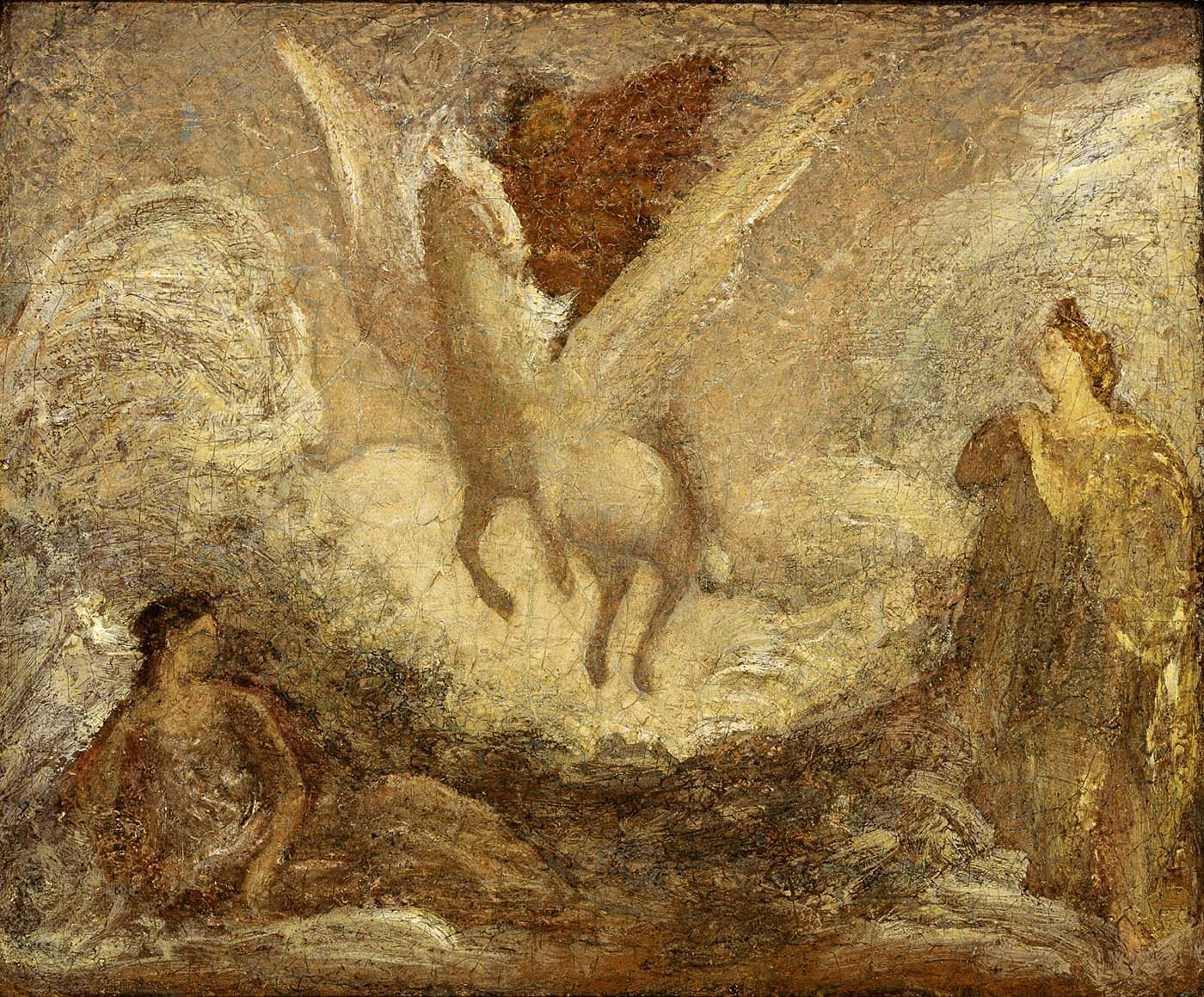
Pegassus departing
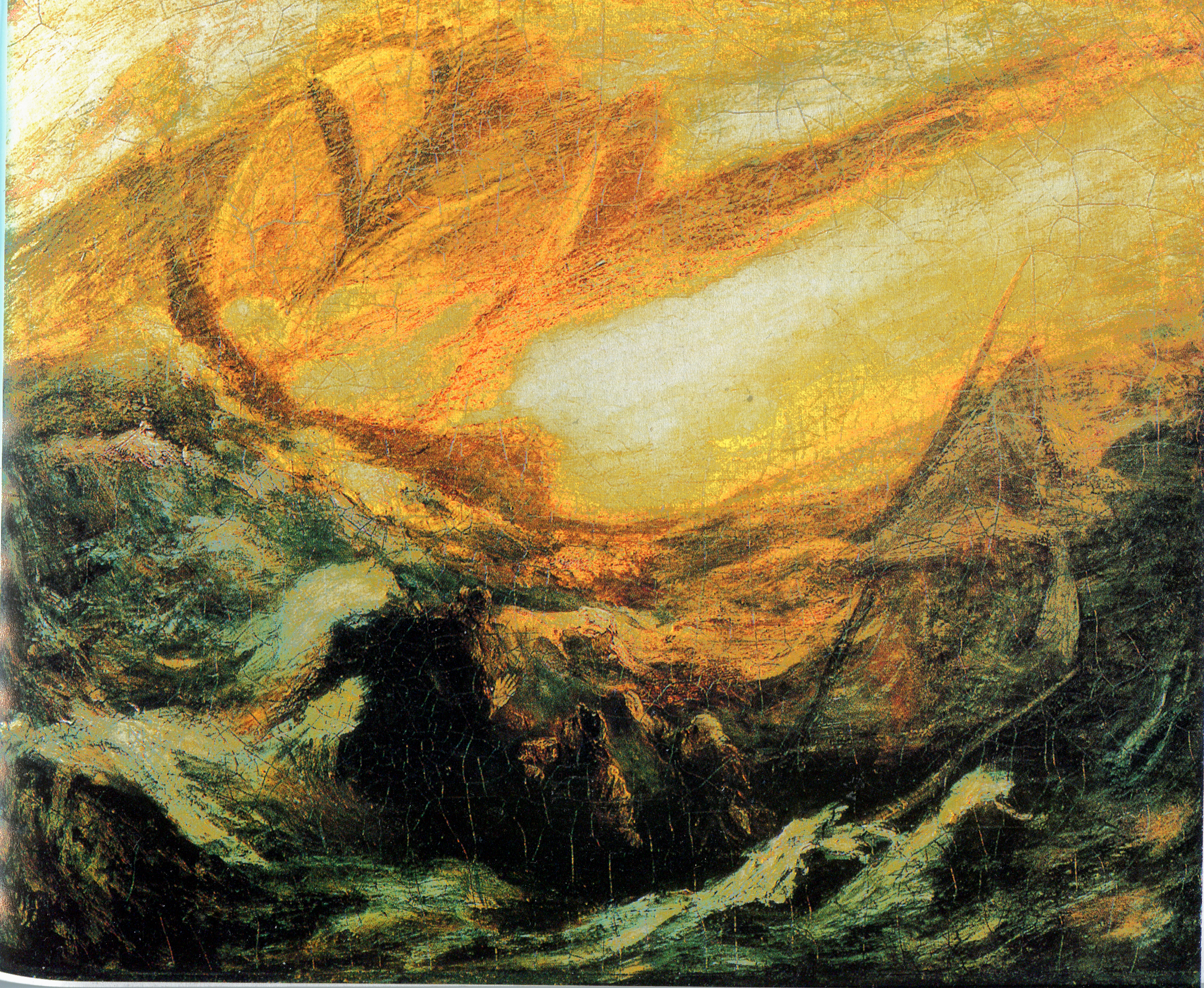
Flying Dutchman
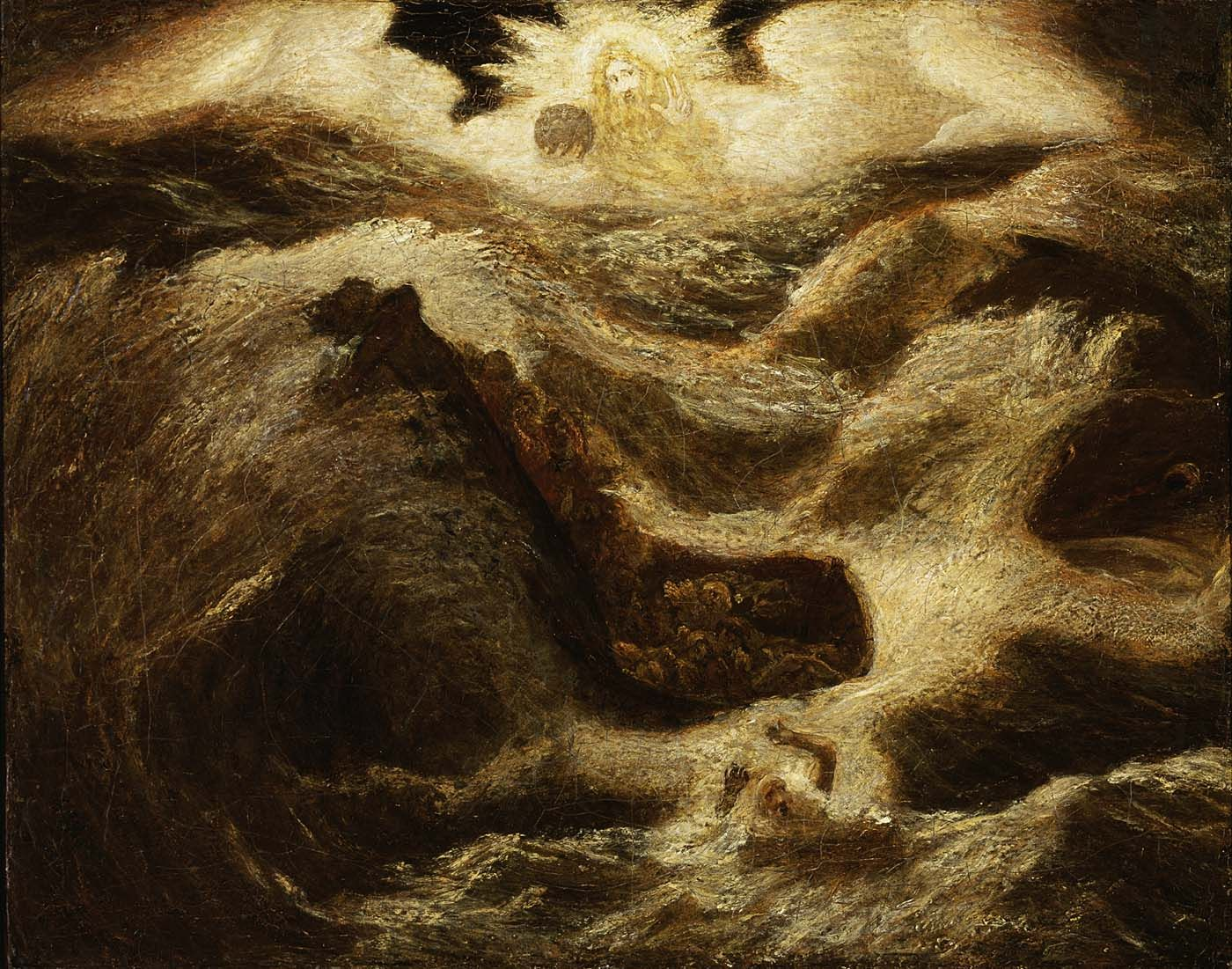
Jonah
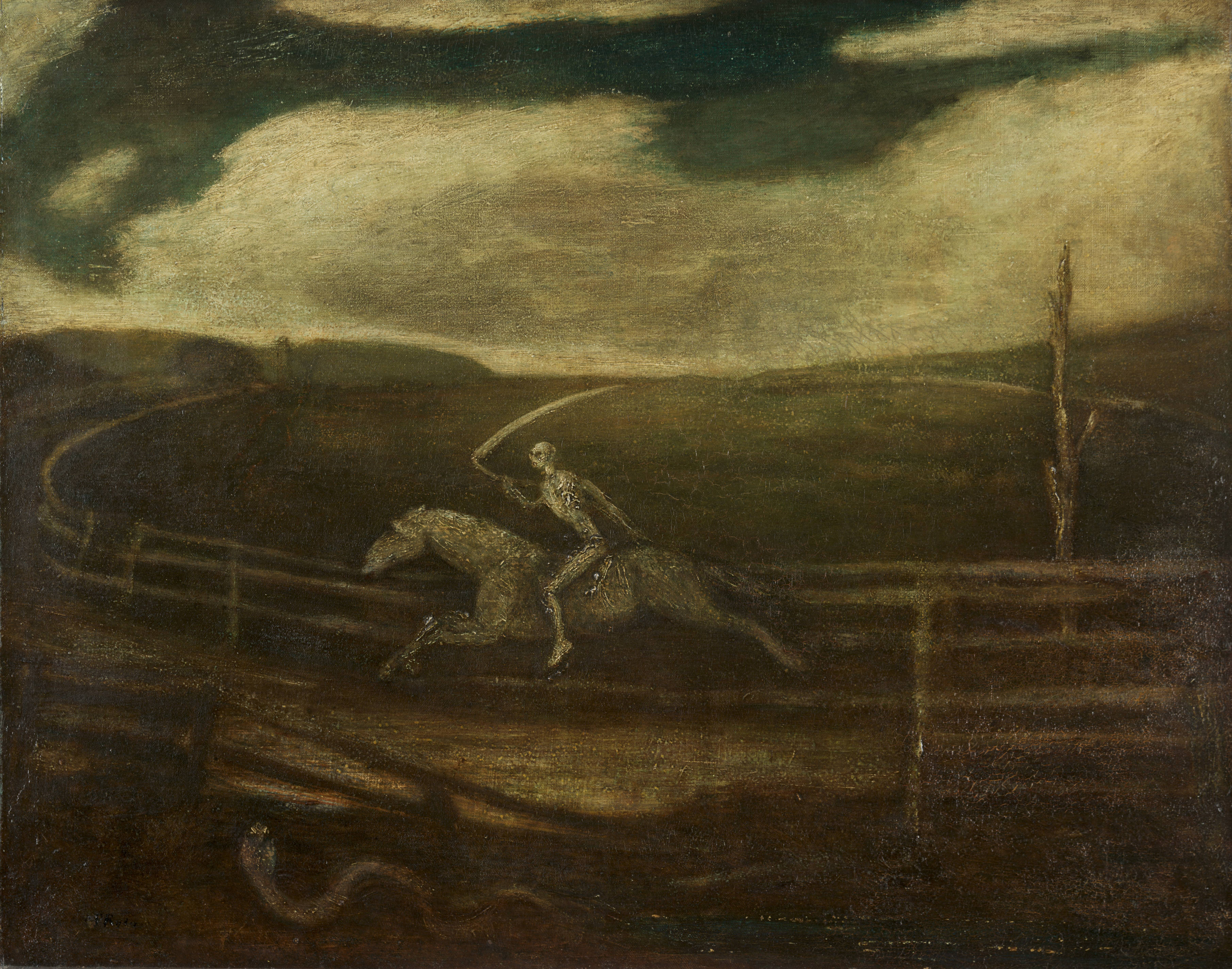
The Race Track (Death on a Pale Horse)